# Life story
Life story (opus 8) is een compositie van Thomas Adès.
Adès begon net als veel componisten toch voornamelijk met het componeren van liederen, alhoewel hij doorbrak met zijn Kamersymfonie. Life story is een toonzetting van het gelijknamige gedicht van Tennessee Williams. Het gedicht behandelt een gesprek tussen (nieuwe) partners die net het bed gedeeld hebben. De één vraagt onvermijdelijk aan de ander iets over zijn leven te vertellen. De ander luistert in het begin goed, maar dwaalt snel af. De vraag om een levensoverzicht blijkt dan toch snel een aanleiding om iets over het eigen leven te vertellen. Nu dwaalt de ander langzaam af. De verveling slaat dermate toe dat een van de partners rokend in slaap valt, waarna ze beiden in bed verbranden.
Adès schreef deze toonzetting voor sopraan Mary Wiegand en het Composers Ensemble; er waren echter maar drie musici nodig: twee basklarinettisten en één contrabassist. Zijn voerden het uit op 17 oktober 1993 in de West Road Concert Hall in Cambridge. In oktober 2003 nam zangeres Claron McFadden het op met leden van het City of Birmingham Symphony Orchestra voor EMI Music. Er kwam ook een versie voor zangstem en piano.